# Боеций (консул 522 г.)
Вижте пояснителната страница за други личности с името Боеций.
Флавий Боеций (на латински: Flavius Boethius) е римски политик по времето на Остготското кралство в Италия.
Син е на философа Аниций Манлий Северин Боеций и Рустициана и брат на Флавий Симах.
През 522 г. той е консул на Запад заедно с брат си Флавий Симах.